# 条約型戦艦

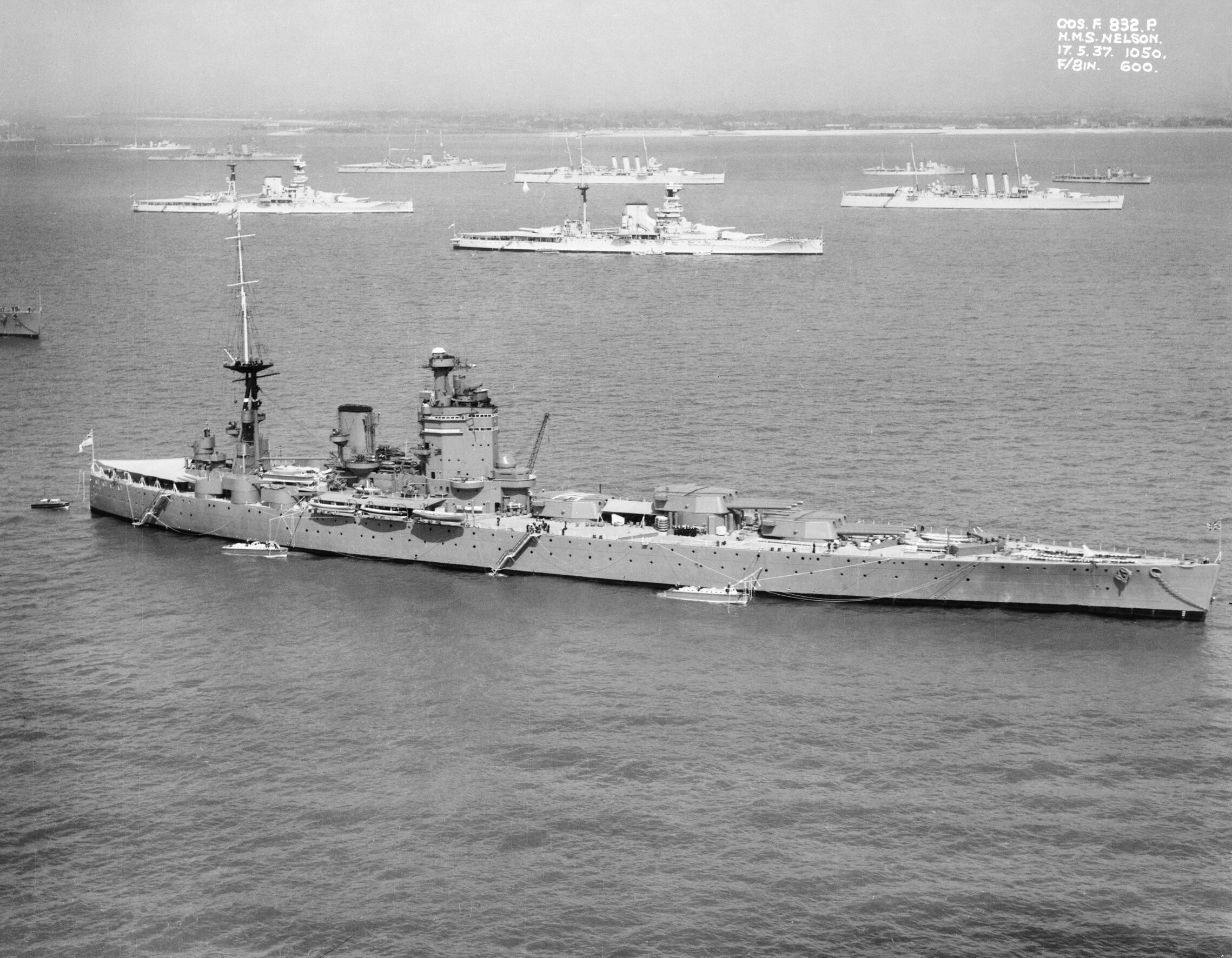
イギリスの条約型戦艦ネルソン

条約型戦艦（じょうやくがたせんかん）とは、1920年代から1930年代に締結されていた海軍軍縮条約で設けられた各種制限を満たすべく建造された戦艦をいう。条約期間中は海軍休日（ネイバル・ホリデイ）と呼ばれ、様々な実験艦的な技術も盛り込まれたが、ほとんど戦線に影響を与えることなく消え去り、大戦の終結とともにその役割を終えた。

## 背景
大艦巨砲主義が台頭する中で、弩級戦艦や超弩級戦艦の建設がおこなわれ、ユトランド沖海戦はその有効性を各国に認識させたが、過度な軍拡競争の懸念も認識されていた。
1922年のワシントン海軍軍縮条約において、世界の5大海軍列強は、建艦競争を抑制するために、戦艦と巡洋戦艦の建造に厳しい制限を加えることに合意した。条約は加盟国それぞれが保有する主力艦の数と、その排水量の合計を制限した。新しい艦は、艦齢20年以上の艦を退役させる代替としてのみ建造を許された。さらにまた、いかなる新造艦も、主砲口径は16インチ（406 mm）以下、排水量は35,000トン以下に制限された。
ワシントン条約の制限は1930年のロンドン海軍軍縮条約と、1936年の第二次ロンドン海軍軍縮条約によって拡張および修正が行われた。しかし、調印国の一部が条約から脱退したり、それらに密約を与える国が現れたため、1930年代には条約の効果が低下した。1938年、英米両国は、排水量最高45,000トンまでの戦艦を許容した第二次ロンドン条約の「エスカレーター条項」を発動し、それにより条約は実質的に失効した。
条約で設けられた排水量に関する厳しい制限は、戦艦の設計者に、更なる妥協を強いることとなった。1920年代から1930年代、戦艦設計において、特に機関、水中防御、対空防御に関していくつもの革新的な成果がもたらされた。

## ワシントン軍縮条約と1920年代
ワシントン海軍軍縮条約は、1922年、いずれも最新の弩級（超弩級）戦艦・巡洋戦艦を保有する5大列強、イギリス、フランス、アメリカ、日本およびイタリアによって調印された。主たる目的は、特にイギリス、アメリカと日本の間で行われていた、莫大な費用のかかる建艦競争を抑制することだった。まず主力艦の定義を、航空母艦以外で排水量10,000トン以上35,000トン以下、または口径8インチ以上16インチ以下を装備した船と定めた。航空母艦については、その艦種の名目で主力艦を建造することを防止するために、8インチを超える砲を装備することを禁じられた。各加盟国は、主力艦の数と合計排水量を制限することに同意した。その際、計画中あるいは建造中の戦艦・巡洋戦艦は直ちにキャンセルあるいは廃棄することとした。
条約によると、新造艦は原則として条約締結後10年間は凍結することとされ、これは、調印した列強の大部分にとって、1930年代になるまで新造ができないということを意味した。唯一イギリスのみが新造を認められている。これは、アメリカと日本が16インチ主砲搭載戦艦（アメリカはコロラド級、日本は長門型）を保有しているのに対し英国にはなく、相応の戦艦を保有するためのものである。
かくしてイギリスの最初の条約型戦艦であるネルソン級が誕生した。ネルソン級は1922年に起工され、1925年に進水した。同級は条約による排水量制限をクリアするため、3連装砲塔3基をすべて上部構造物の前方に置き、それらの周囲の装甲の重量を節約した。しかし、条約の遵守に拘った結果として様々な欠陥を露呈してしまい、制限されたクラスで主力艦を建造することの難しさを示した。

## ロンドン軍縮条約
これらの制限は1930年のロンドン海軍軍縮会議でも踏襲された。そして、1936年の第二次ロンドン海軍軍縮条約原案では更に主砲口径を14インチ以下に制限することが検討された。但し、第二次ロンドン条約では、ワシントン条約の加盟国のうち、新条約を批准しないものがあったときは戦艦の主砲口径の上限を16インチとするという条項を含み、また、非加盟国が条約で許容される以上の強力な戦艦を建造した場合、排水量規制も緩和されるという追加条項も存在した。
このエスカレーター条項は、かねてより条約内容に不満のあった日本の脱退を想定したものだったが、その公算は高いとはいえ確定ではなく、特にアメリカは脱退か遵守か両方の場合を想定したプランの策定を迫られることとなった。ノースカロライナ級戦艦は条約規定に基づく35000トン、14インチ砲艦かつ16インチ砲への換装も見越した設計とされたが、防御面など中途半端さは拭えず、あらためて16インチ砲艦として設計したサウスダコタ級戦艦へ移行することとなる。またアイオワ級戦艦は緩和された排水量規制45000トン枠に基づいて計画された。イギリスも、財政的限界から条約体制の崩壊を回避したいという政治的理由によりキング・ジョージ5世級戦艦は14インチ砲に抑えられた。
ワシントン海軍軍縮条約には、主要海軍国であるアメリカ、イギリス、日本、フランスおよびイタリアのすべてが署名したが、イタリアとフランスは、ロンドン海軍軍縮条約には調印しなかった。ドイツは、ヴェルサイユ条約によって戦艦の保有を禁じられていたが、イギリスと同等の法的制限におくことを決めた英独海軍協定で認めるところにより、1930年代に1隻だけ建造した。日本は1936年に条約から脱退し、条約制限を超えた巨大戦艦である大和型を建造した。他の国でも条約失効後、条約の制限を超えた設計はいくつも行われたが、いずれも完成には至らなかった。ドイツのH級戦艦は大戦勃発とともに廃棄され、アメリカのモンタナ級戦艦は起工前にキャンセルされた。

## 技術的変革
本来ならユトランド沖海戦の戦訓を取り入れて建造されることとなるポストユトランド型となる戦艦は発達した技術を盛り込んでさらなる強化をされるはずであったが、条約により新造が不可能になり、代わりに建造される事となる巡洋艦を主力艦として運用する機運が新しく起こった。1920年代と1930年代に発達した鉄鋼・砲・強力な機関を搭載した巡洋艦が発展していく一方で、条約型戦艦もそれらの技術を搭載したものの、限られた条件下での発展には限界があり、より強力な戦艦群の建造は条約失効を待たねばらなかった。